# Chiril Gaburici
Chiril Gaburici (Logănești | Moldávia, 23 de Novembro de 1976) é empresário e ex-primeiro ministro da Moldávia. Foi o candidato do Partido Liberal Democrático para o cargo de Primeiro Ministro. O Presidente o convidou para participar do seu governo em 14 de Fevereiro de 2015. Com apenas 15 dias para receber aprovação parlamentar de seu gabinete, finalmente recebeu uma resposta positiva em 18 de Fevereiro de 2015. No mesmo dia, Gaburici foi empossado. Permaneceu em seu cargo até 12 de Junho 2015, quando foi alvo de uma investigação criminal aberta pelo Procurador Geral em razão de diplomas escolares falsificados. Em 22 de Junho do mesmo ano foi sucedido por Natalia Gherman.